# Dean Holden
Dean Holden est un footballeur nord-irlandais né le 15 septembre 1979 à Salford ( Angleterre).

## Carrière
- 1998-01 : Bolton Wanderers  Angleterre
- 2001 : Valur Reykjavík  Islande
- 2001-02 : Bolton Wanderers  Angleterre
- 2001-05 : Oldham Athletic  Angleterre
- 2005-07 : Peterborough United  Angleterre
- 2007-2009 : Falkirk  Écosse
- 2009-2011 : Shrewsbury Town  Angleterre
- 2010 : Rotherham United (prêt)
- 2011-2012 : Chesterfield
- 2011-2012 : Rochdale (prêt)
- 2012 : Rochdale[1]